# Trohoida
Trohoida je ravninska krivulja, ki jo dobimo, če opazujemo gibanje fiksne točke na krožnici, ko se ta giblje vzdolž premice. Fiksna točka lahko leži na obodu krožnice, zunaj nje ali pa v notranjosti. V prvem primeru dobimo cikloido, v drugem dobimo razširjeno, v tretjem pa skrčeno cikloido. Recimo, da se kotali krožnica s polmerom {\displaystyle a\,} brez drsenja vzdolž premice {\displaystyle L\,} in vsaka točka {\displaystyle P\,}, ki je trdno pritrjena na krožnico, se giblje po krivulji, ki jo imenujemo trohoida. Naj bo razdalja {\displaystyle CP=b\,}. V odvisnosti od velikosti razdalje {\displaystyle b\,} imamo tri primere:
- {\displaystyle b<a\,} (točka leži znotraj krožnice) in dobimo skrčeno cikloido.
- {\displaystyle b=a\,} (točka leži na obodu krožnice), dobimo običajno cikloido
- {\displaystyle b>a\,} (točka leži zunaj krožnice) in dobimo razširjeno (raztegnjeno) cikloido.

Izraz je skoval francoski matematik Gilles Personne de Roberval (1602 – 1675).
Izraz se uporablja za epitohoide in za hipotrohoide. 

## Parametrična oblika enačbe trohoide
V parametrični obliki je enačba trohoide 
{\displaystyle x=a\theta -b\sin(\theta )\,}
{\displaystyle y=a-b\cos(\theta )\,}
kjer je 
- {\displaystyle \theta \,}  kot za katerega se je krožnica zavrtela.

## Dolžina loka in ukrivljenost trohoide[1]
Dolžina loka {\displaystyle l\,} enega loka trohoide je 
{\displaystyle l=2|a-b|E(t/2,{\frac {2i{\sqrt {a}}b}{|a-b|}})\,}
kjer je 
- {\displaystyle E(t,k)\,} eliptična funkcija druge vrste

Ukrivljenost (oznaka {\displaystyle \kappa \,}) se izračuna po obrazcu
{\displaystyle \kappa (t)={\frac {b(a\cos t-b)}{(a^{2}+b^{2}-2ab\cos t)^{3/2}}}\,}.

## Zgledi razširjenih in skrčenih trohoid
- Skrčena trohoida  {\displaystyle b/a=1/3\,}
- Skrčena trohoida  {\displaystyle b/a=3/4\,}
- Razširjena trohoida {\displaystyle b/a=1,5\,}
- Razširjena trohoida {\displaystyle b/a=3\,}

Primer, ki nazorno prikazuje skrčeno cikloido je gibanje pedala pri kolesu. 
V primeru gibanja konice vesla pri čolnu pa imamo primer raztegnjene cikloide (veslo se potaplja v vodo).